# 7,35 × 51 mm
La 7,35 × 51 mm, conosciuta anche come 7,35 × 51 mm Carcano o 7,35 × 51 mm Mannlicher-Carcano, è una munizione italiana per fucile.

## Sviluppo ed impiego
Il proiettile 6,5 × 52 mm d'ordinanza delle forze armate italiane fin dall'adozione del Carcano Mod. 91, a causa della sua grande stabilità all'impatto (dovuta alla forma cilindrica allungata del proiettile, non spitzer), tendeva a trapassare i bersagli senza produrre ferite laceranti il che, se non venivano colpiti organi vitali, si traduceva in una lesività sul campo minore rispetto ad altri munizionamenti coevi. Il colonnello Giuseppe Mainardi fu quindi incaricato dai vertici delle forze armate di studiare una nuova munizione dotata di maggiore potere d'arresto. Egli, avvalendosi della collaborazione della Società Metallurgica Italiana di Campo Tizzoro e della Bombrini Parodi Delfino di Genova, nel 1938 realizzò la 7,35 × 51 mm.
Vennero camerate per la nuova munizione il Carcano Mod. 38, derivato dal Carcano Mod. 91, ed il fucile semiautomatico Armaguerra Mod. 39. Lo scoppio della Guerra d'Etiopia rallentò la distribuzione delle nuove armi e delle nuove munizioni.
Allo scoppio della Seconda guerra mondiale, la sostituzione delle armi in calibro 6,5 era ancora lontana dal completamento, così, per evitare le difficoltà di una doppia linea di approvvigionamento ed eventuali incidenti derivanti dall'uso di proiettili di un tipo su armi calibrate per l'altro, le armi in 7,35 e le relative munizioni vennero ritirate dalla prima linea e destinate alla MVSN ed alle truppe di seconda linea. L'Italia fornì, come aiuto di guerra alla Finlandia, i Mod. 91/38 ed il relativo munizionamento. Il 7,35 × 51 mm Carcano fu quindi usato con ottimi risultati contro i sovietici.

## Tecnica
Il 7,35 × 51 mm adottava lo stesso bossolo del 6,5 mm con colletto allargato in modo da poter accogliere una palla da 7,62 (ovvero .30 pollici) di calibro reale. La pallottola aveva forma ogivale appuntita (Spitzer), ispirata a quella della .303 British, incamiciata; la parte anteriore dell'anima era in alluminio e quella posteriore in piombo, questo squilibrio di peso rendeva la pallottola instabile al contatto con tessuti molli (es. carne umana) e causava la sua imbardata con conseguenti ferite laceranti. Era quindi un proiettile dotato di elevato potere d'arresto.